# Cryptonanus guahybae
Cryptonanus guahybae e вид опосум от семейство Didelphidae.

## Разпространение
Видът се среща в малък участък по атлантическото крайбрежие на бразилския щат Рио Гранде до Сул.